# Miki Biasion
Massimo „Miki“ Biasion  (* 7. Januar 1958 in Bassano del Grappa) ist ein ehemaliger italienischer Rallyefahrer. Mit Beifahrer Tiziano Siviero gewann er auf Lancia Delta 1988 und 1989 die Rallye-Weltmeisterschaft.

## Karriere
Miki Biasion gewann 1983 die europäische Rallye-Meisterschaft (ERC) mit einem Lancia Rally 037. Biasion spielte eine Schlüsselrolle für das Lancia-Rallye-Werksteam, als Henri Toivonen 1986 tödlich verunglückte. Er übernahm die Leaderposition im Team und wurde in den Jahren 1988 und 1989 Weltmeister. Biasion war bis dahin nach Juha Kankkunen erst der zweite Fahrer, der seinen Titel erfolgreich verteidigen konnte und erst der dritte Pilot mit zwei WM-Titeln nach Kankkunen und Walter Röhrl. Danach konnte Biasion nicht mehr an seine vorherigen Leistungen anknüpfen. Auch ein Wechsel zu Ford brachte nicht den erwünschten Erfolg, insbesondere mit dem Ford Sierra Cosworth kam er nicht zurecht. Biasion machte 1993 Ford den Vorwurf, nicht genug Entwicklungsarbeit in den Ford Escort zu investieren. Nach drei gemeinsamen Saisons beendeten Ford und Biasion die Zusammenarbeit und er trat nach der Rallye Großbritannien 1994 zurück.
Im Jahr 2007 nahm Biasion mit einem Fiat-Panda-Werksauto und 2012 mit einem Iveco Trakker Evolution II an der Rallye Dakar teil. Biasion gewann die World Truck Championship 1998 und 1999 mit Iveco.

## Statistik

### WRC-Siege
| Nr. | Rallye              | Jahr | Beifahrer       | Auto                       |
| --- | ------------------- | ---- | --------------- | -------------------------- |
| 01  | Rallye Argentinien  | 1986 | Tiziano Siviero | Lancia Delta S4            |
| 02  | Rallye Monte Carlo  | 1987 | Tiziano Siviero | Lancia Delta HF 4WD        |
| 03  | Rallye Argentinien  | 1987 | Tiziano Siviero | Lancia Delta HF 4WD        |
| 04  | Rallye San Remo     | 1987 | Tiziano Siviero | Lancia Delta HF 4WD        |
| 05  | Rallye Portugal     | 1988 | Carlo Cassina   | Lancia Delta Integrale     |
| 06  | Rallye Safari       | 1988 | Tiziano Siviero | Lancia Delta Integrale     |
| 07  | Rallye Griechenland | 1988 | Tiziano Siviero | Lancia Delta Integrale     |
| 08  | Rallye USA          | 1988 | Tiziano Siviero | Lancia Delta Integrale     |
| 09  | Rallye San Remo     | 1988 | Tiziano Siviero | Lancia Delta Integrale     |
| 10  | Rallye Monte Carlo  | 1989 | Tiziano Siviero | Lancia Delta Integrale     |
| 11  | Rallye Portugal     | 1989 | Tiziano Siviero | Lancia Delta Integrale     |
| 12  | Rallye Safari       | 1989 | Tiziano Siviero | Lancia Delta Integrale     |
| 13  | Rallye Griechenland | 1989 | Tiziano Siviero | Lancia Delta Integrale     |
| 14  | Rallye San Remo     | 1989 | Tiziano Siviero | Lancia Delta Integrale 16V |
| 15  | Rallye Portugal     | 1990 | Tiziano Siviero | Lancia Delta Integrale 16V |
| 16  | Rallye Argentinien  | 1990 | Tiziano Siviero | Lancia Delta Integrale 16V |
| 17  | Rallye Griechenland | 1993 | Tiziano Siviero | Ford Escort RS Cosworth    |

### WRC-Ergebnisse
| Jahr | Team                  | Auto                        | 1       | 2     | 3       | 4       | 5       | 6       | 7       | 8       | 9       | 10      | 11      | 12    | 13  | 14      | Rang | Punkte |
| ---- | --------------------- | --------------------------- | ------- | ----- | ------- | ------- | ------- | ------- | ------- | ------- | ------- | ------- | ------- | ----- | --- | ------- | ---- | ------ |
| 1980 | Miki Biasion          | Opel Ascona                 | MON     | SWE   | POR     | KEN     | GRE     | ARG     | FIN     | NZL     | ITA DNF | FRA     | GBR     | CIV   |     |         | -    | 0      |
| 1981 | Hawk Racing Club      | Opel Ascona 400             | MON     | SWE   | POR     | KEN     | FRA     | GRE     | ARG     | BRA     | FIN     | ITA 6   | CIV     | GBR   |     |         | 33   | 6      |
| 1982 | Conrero               | Opel Ascona 400             | MON     | SWE   | POR     | KEN     | FRA     | GRE     | NZL     | BRA     | FIN     | ITA 8   | CIV     | GBR   |     |         | 49   | 3      |
| 1983 | Jolly Club Totip      | Lancia Rally 037            | MON     | SWE   | POR     | KEN     | FRA     | GRE     | NZL     | ARG     | FIN     | ITA 5   | CIV     | GBR   |     |         | 21   | 8      |
| 1984 | Jolly Club Totip      | Lancia Rally 037            | MON 6   | SWE   | POR 4   | KEN     | FRA 2   | GRE DNF | NZL     | ARG     | FIN     | ITA 3   | CIV     | GBR   |     |         | 6    | 43     |
| 1985 | Jolly Club            | Lancia Rally 037            | MON 9   | SWE   | POR 2   | KEN     | FRA DNF | GRE     | NZL     | ARG     | FIN     | ITA 6   | CIV     | GBR   |     |         | 12   | 23     |
| 1986 | Martini Racing        | Lancia Delta S4             | MON 68  | SWE   | POR DNF |         | FRA DNF | GRE 2   | NZL 3   | ARG 1   | FIN     | CIV     | ITA 3   | GBR   | USA |         | 5    | 47     |
| 1986 | Martini Racing        | Lancia Rally 037            |         |       |         | KEN DNF |         |         |         |         |         |         |         |       |     |         | 5    | 47     |
| 1987 | Martini Lancia        | Lancia Delta HF 4WD         | MON 1   | SWE   | POR 8   | KEN     | FRA 3   | GRE 7   | USA 2   | NZL     | ARG 1   | FIN     | CIV     | ITA 1 | GBR |         | 2    | 94     |
| 1988 | Martini Racing        | Lancia Delta HF 4WD         | MON DNF | SWE   |         |         |         |         |         |         |         |         |         |       |     |         | 1    | 115    |
| 1988 | Martini Racing        | Lancia Delta Integrale      |         |       | POR 1   | KEN 1   | FRA     | GRE 1   | USA 1   | NZL     | ARG 2   | FIN     | CIV     | ITA 1 | GBR |         | 1    | 115    |
| 1989 | Martini Racing        | Lancia Delta Integrale      | SWE     | MON 1 | POR 1   | KEN 1   | FRA     | GRE 1   | NZL     | ARG     | FIN 6   | AUS     |         |       |     |         | 1    | 106    |
| 1989 | Martini Racing        | Lancia Delta Integrale 16V  |         |       |         |         |         |         |         |         |         |         | ITA 1   | CIV   | GBR |         | 1    | 106    |
| 1990 | Martini Racing        | Lancia Delta Integrale 16V  | MON 3   | POR 1 | KEN DNF | FRA     | GRE 3   | NZL     | ARG 1   | FIN     | AUS     | ITA DNF | CIV     | GBR 3 |     |         | 4    | 76     |
| 1991 | Martini Racing        | Lancia Delta Integrale 16V  | MON 2   | SWE   | POR 3   | KEN DNF | FRA     | GRE 3   | NZL     | ARG 2   | FIN     | AUS     | ITA 2   | CIV   | ESP | GBR DNF | 4    | 69     |
| 1992 | Ford World Rally Team | Ford Sierra RS Cosworth 4×4 | MON 8   | SWE   | POR 2   | KEN     | FRA 7   | GRE 3   | NZL     | ARG     | FIN 5   | AUS     | ITA 4   | CIV   | ESP | GBR 5   | 4    | 60     |
| 1993 | Ford World Rally Team | Ford Escort RS Cosworth     | MON 3   | SWE   | POR 2   | KEN     | FRA 7   | GRE 1   | ARG 2   | NZL DNF | FIN     | AUS DNF | ITA DNF | ESP 4 | GBR |         | 4    | 76     |
| 1994 | Ford World Rally Team | Ford Escort RS Cosworth     | MON 4   | POR 3 | KEN     | FRA 5   | GRE DNF | ARG DNF | NZL DNF | FIN     | ITA 3   | GBR DNF |         |       |     |         | 6    | 42     |